# Вердт, Адриан де
Адриан де Вердт (нидерл. Adriaen de Weerdt; 1510 год, Брюссель — 1590 год, Кёльн) — фламандский художник.
Родился в Брюсселе, учился в Антверпене у Кеборна (Queborn). По возвращении в Брюссель изучал стили лучших живописцев и вырабатывал свой собственный. Ездил в Италию учиться у Франческо Пармиджанино; писал в его стиле совершенно неотличимо.
Военные смуты вынудили его покинуть Антверпен и переехать с матерью в Кёльн, где он создал ещё много картин. Умер в 1590 году.